# 30e régiment de chasseurs à cheval
le 30e régiment de chasseurs à cheval est une unité de cavalerie l’armée française actuellement dissoute.

## Création et différentes dénominations
Le 30e régiment de chasseurs à cheval est créé par décret du 3 février 1811, sous le nom de 30e régiment de chasseurs-lanciers. Il est formé des dragons de Hambourg, des chasseurs à cheval de la Légion hanovrienne et de conscrits de la 32e division militaire. Il n'est encore qu'en voie d'organisation lorsqu'un décret du 18 juin 1811 le transforme en 9e régiment de chevau-légers lanciers.

## Chefs de corps
- 1811 : Martin Gobrecht - (11 novembre 1772 - 7 juin 1845)- ; Colonel le 14 mars 1811 ; Général de Brigade le 18 juillet 1813.